# Ida Lien
Ida Lien, född 5 april 1997 i Drammen, är en norsk skidskytt.
Ida Lien gjorde sin debut i världscupen 6 mars 2020. Vid världsmästerskapen i skidskytte 2021 ingick hon i det norska laget som tog guld på stafetten. I världscupen har hon tagit 10 pallplaceringar, varav en individuell tredjeplats.